# Lijst van voetbalstadions in België
Dit is een lijst van voetbalstadions in België. Deze lijst omvat alle stadions met een capaciteit van minimaal 3.000 plaatsen. Stadions geschikt voor eerste klasse A staan in vet.
Bij stadions die niet vetgedrukt staan, gaat het vaak om een theoretische capaciteit. De echt toegelaten capaciteit is vaak lager, door verschillende factoren (ontbrekende vergunning, onvoldoende zitplaatsen, brandveiligheid, te weinig in- en uitgangen,...)
Het grootste voetbalstadion in België is het Koning Boudewijnstadion. Het grootste stadion in de Jupiler Pro League is het Jan Breydelstadion.

## Voorwaarden

### Eerste klasse A
Voor de ploegen uit eerste klasse A moet het stadion onder andere voldoen aan de volgende voorwaarden:
- Een verlichtingsinstallatie met een gemiddelde verlichtingssterkte van minstens 800 lux.
  - Bij twee opeenvolgende deelnames aan eerste klasse A moet het stadion beschikken over een verlichtingsinstallatie met een gemiddelde verlichtingssterkte van minstens 1200 lux.
- Een speelveld met een lengte van minstens 100 meter en maximum 105 meter, een breedte van minstens 64 meter en maximum 68 meter.
- De neutrale zone moet afgesloten zijn met een afrastering die de veiligheid waarborgt van de officials en de spelers.
- Een medisch kabinet.
- Een pers-, radio- en televisietribune met het nodige materiaal.
- Een capaciteit van minstens 8.000 plaatsen, waarvan minstens 5.000 zitplaatsen.

### Eerste klasse B
Voor de ploegen uit eerste klasse B moet het stadion voldoen aan dezelfde voorwaarden als die van eerste klasse A, met uitzondering van de voorwaarde rond de capaciteit van het stadion.
Voor deze stadions wordt een capaciteit van minstens 5.000 plaatsen, waarvan minstens 3.500 zitplaatsen, verwacht.

## Stadions
| Rank | Stadion                          | Capaciteit | Bespeler                          | Plaats                 | Opening |
| ---- | -------------------------------- | ---------- | --------------------------------- | ---------------------- | ------- |
| 1    | Koning Boudewijnstadion          | 50.093     | Belgisch voetbalelftal            | Brussel                | 1927    |
| 2    | Jan Breydelstadion               | 29.062     | Club Brugge en Cercle Brugge      | Brugge                 | 1975    |
| 3    | Stade Maurice Dufrasne           | 27.670     | Standard de Liège                 | Luik                   | 1909    |
| 4    | Cegeka Arena                     | 22.764     | KRC Genk                          | Genk                   | 1990    |
| 5    | Lotto Park                       | 22.500     | RSC Anderlecht                    | Anderlecht             | 1917    |
| 6    | Planet Group Arena               | 20.000     | AA Gent                           | Gent                   | 2013    |
| 7    | Achter de Kazerne                | 16.672     | KV Mechelen                       | Mechelen               | 1911    |
| 8    | Bosuilstadion                    | 16.144     | Antwerp FC                        | Deurne                 | 1923    |
| 9    | Stade du Pays de Charleroi       | 15.000     | Sporting Charleroi                | Charleroi              | 1939    |
| 10   | Stayen                           | 14.600     | Sint-Truidense VV                 | Sint-Truiden           | 1927    |
| 11   | Herman Vanderpoortenstadion      | 14.538     | Lierse SK en Young Reds           | Lier                   | 1925    |
| 12   | Olympisch Stadion                | 12.500     | K. Beerschot V.A.                 | Antwerpen              | 1922    |
| 13   | Elindus Arena                    | 12.414     | SV Zulte Waregem                  | Waregem                | 1957    |
| 14   | Daknamstadion                    | 12.136     | SC Lokeren-Temse                  | Lokeren                | 1956    |
| 15   | Stade de Buraufosse              | 11.000     | JM Saint-Nicolas Tilleur          | Saint-Nicolas          | 1960    |
| 16   | Le Canonnier                     | 10.800     | Stade Mouscronnois                | Moeskroen              | 1930    |
| 17   | King Power at Den Dreef          | 10.020     | OH Leuven                         | Leuven                 | 1905    |
| 18   | Stade Communal du Tivoli         | 10.000     | UR La Louvière Centre             | La Louvière            | 1972    |
| 19   | Forestiersstadion                | 9.737      | Racing Club Harelbeke             | Harelbeke              | 1980    |
| 20   | Joseph Mariënstadion             | 9.600      | Union Saint-Gilloise              | Vorst                  | 1919    |
| 21   | Guldensporenstadion              | 9.399      | KV Kortrijk                       | Kortrijk               | 1947    |
| 22   | Edmond Machtensstadion           | 9.000      | RWDM Brussels                     | Sint-Jans-Molenbeek    | 1920    |
| 23   | Stedelijk Sportstadion Hasselt   | 8.800      | Sporting Hasselt                  | Hasselt                | 1980    |
| 24   | Batimont Solar Park              | 8.400      | KV Diksmuide Oostende             | Oostende               | 1934    |
| 25   | Kehrwegstadion                   | 8.363      | KAS Eupen                         | Eupen                  | 2010    |
| 26   | Schiervelde                      | 8.340      | SK Roeselare en Club NXT          | Roeselare              | 1987    |
| 27   | Stade du Pairay                  | 8.207      | RFC Seraing                       | Seraing                | 1906    |
| 28   | Freethielstadion                 | 8.190      | SK Beveren                        | Beveren                | 1938    |
| 29   | Stade Edmond Leburton            | 8.100      | Royal Union Tubize-Braine         | Tubeke                 | 2008    |
| 30   | Soevereinstadion                 | 8.100      | Lommel SK                         | Lommel                 | 1992    |
| 31   | Dender Football Complex          | 8.100      | FCV Dender                        | Denderleeuw            | 1997    |
| 32   | Patronaat                        | 8.100      | Patro Eisden Maasmechelen         | Maasmechelen           | 2001    |
| 33   | 't Kuipje                        | 8.035      | KVC Westerlo                      | Westerlo               | 1933    |
| 34   | Leunenstadion                    | 8.000      | ASV Geel en Jong Genk             | Geel                   | 2015    |
| 35   | Stade de la Neuville             | 8.000      | Olympic Charleroi en Zebra Elites | Charleroi              | 1920    |
| 36   | Gemeentelijk Parkstadion         | 8.000      | Rupel Boom FC                     | Boom                   | 1970    |
| 37   | Stade Luc Varenne                | 7.552      | RFC Tournai                       | Doornik                | 2003    |
| 38   | Burgemeester Van de Wielestadion | 7.500      | RSCA Futures                      | Deinze                 | 1978    |
| 39   | Julien Bergéstadion              | 7.100      | KVK Tienen en OHL U23             | Tienen                 | 1924    |
| 40   | Oscar Vankesbeeckstadion         | 6.123      | Racing Mechelen                   | Mechelen               | 1923    |
| 41   | Stade Charles Tondreau           | 6.000      | RAEC Mons                         | Bergen                 | 1910    |
| 42   | Stade Robert Urbain              | 6.000      | Francs Borains                    | Boussu-Bois            | 1948    |
| 43   | Gemeentelijk Stadion             | 6.000      | KFC VW Hamme                      | Hamme                  | 1927    |
| 44   | Louis Van Roeystadion            | 6.000      | KFC Zwarte Leeuw                  | Rijkevorsel            | 1926    |
| 45   | Rooienberg                       | 6.000      | Sporting Club Duffel              | Duffel                 |         |
| 46   | Stade de la Cité de l'Oie        | 5.460      | FC United Richelle en SL16FC      | Wezet                  | 1927    |
| 47   | Orphale Cruckestadion            | 5.021      | KSK Vlaamse Ardennen              | Ronse                  | 1922    |
| 48   | Crossingstadion                  | 5.000      | Crossing Schaerbeek               | Schaarbeek             | 1914    |
| 49   | Yvan Georgesstadion              | 5.000      | Excelsior Virton                  | Virton                 | 1925    |
| 50   | Gemeentelijk Sportcentrum        | 5.000      | SV Ingelmunster                   | Ingelmunster           |         |
| 51   | Pierre Cornelisstadion           | 4.500      | KVC Jong Lede                     | Aalst                  | 1928    |
| 52   | Stade Communal de Bielmont       | 4.291      | Stade Verviétois                  | Verviers               |         |
| 53   | Armand Melisstadion              | 4.284      | KFC Dessel Sport                  | Dessel                 | 2012    |
| 54   | Gemeentelijk Sportcentrum        | 3.549      | KSK Heist                         | Heist-op-den-Berg      |         |
| 55   | Jos Van Wellenstadion            | 3.506      | Cappellen FC                      | Kapellen               |         |
| 56   | Stade de Rocourt                 | 3.468      | RFC Luik                          | Luik                   | 2015    |
| 57   | Breeven                          | 3.450      | KSV Bornem en Jong KVM            | Bornem                 |         |
| 58   | Fallonstadion                    | 3.165      | Racing White Woluwe               | Sint-Lambrechts-Woluwe |         |
| 59   | Sportcentrum Meesterstraat       | 3.125      | SKN Sint-Niklaas                  | Sint-Niklaas           |         |
| 60   | Damburgstadion                   | 3.062      | Bocholter VV                      | Bocholt                |         |
| 61   | Stade ADEPS de Jambes            | 3.000      | Union Namur                       | Namen                  |         |
| 62   | Stade Leburton                   | 3.000      | Stade Waremmien                   | Borgworm               |         |
| 63   | Marcel De Kerpelstadion          | 3.000      | RFC Wetteren                      | Wetteren               |         |
| 64   | Stadsparkstadion                 | 3.000      | KFC Turnhout                      | Turnhout               | 2005    |